# Mari Mar Sánchez
Mari Mar Sánchez (ur. 25 grudnia 1979 w Ibizie) – hiszpańska lekkoatletka specjalizująca się w skoku o tyczce.

## Osiągnięcia
- srebrny medal mistrzostw świata juniorów (Annecy 1998)
- 10. miejsce podczas mistrzostw Europy (Budapeszt 1998)
- 19. lokata na halowych mistrzostwach świata (Maebashi 1999)
- wielokrotna mistrzyni i rekordzistka kraju

W 2000 reprezentowała Hiszpanię w igrzyskach olimpijskich w Sydney. 15. miejsce w eliminacjach nie dało jej awansu do finału.

## Rekordy życiowe
- skok o tyczce (stadion) – 4,31 (2001)
- skok o tyczce (hala) – 4,35 (2005)